# Menedemo de Lâmpsaco
Menedemo de Lâmpsaco (em grego:  Κολώτης Λαμψακηνός, Kolōtēs Lampsakēnos; c. 320 - 268 a.C.) foi um discípulo de epicurista de Colotes de Lâmpsaco, depois do cínico Equecles de Éfeso que foi discípulo de Cleômenes e Teombroto.

Segundo Diógenes Laércio, dizia ser um tipo de espião do Hades com a missão de registrar as falhas dos humanos para relatá-las depois.
Ele assumiu a vestimenta de uma Erínias e saiu dizendo que viera do Hades para reparar em todos os que erraram, a fim de que pudesse descer lá novamente e fazer seu relato às divindades que vivem naquele país. E este era seu vestido: uma túnica de cor escura que chegava aos pés, e um cinto roxo em volta da cintura, um chapéu Arcadian na cabeça com os doze signos do zodíaco bordados, trágicos buskins, uma barba absurdamente longa, e um cajado cinza em sua mão. 
No entanto, Wilhelm Crönert argumentou que esta história é na verdade derivada de uma das sátiras (a Necromancia) de Menipo, e que paralelos a esta história podem ser encontrados nos diálogos de Luciano que são baseados nos de Menipo. A afirmação de que Menedemus era originalmente um aluno de Colotes de Lampsacus, por outro lado, pode ser verdadeira. Dois papiros de Herculano mostram que Menedemus disputou com Colotes as opiniões epicuristas a respeito da poesia. 